# Piazza De Ferrari
La piazza De Ferrari est la place principale de Gênes, ville italienne de Ligurie.

## Description
Située au cœur de la ville entre le centre historique et le moderne, la Piazza De Ferrari est renommée pour sa fontaine, qui a été restaurée ces dernières années.
Aujourd'hui, de nombreux immeubles de bureaux, des sièges de banques, d'assurances et autres sociétés privées sont groupés autour de la place, faisant de ce quartier le centre financier et commercial de Gênes. Les Génois s'y réfèrent en la désignant comme « la ville ».
À la fin du XIXe siècle, Gênes fut le principal centre financier de l'Italie avec Milan et la Piazza De Ferrari était l'endroit où de nombreuses institutions ont été créées, comme la bourse, le Credito Italiano, les succursales de la Banque de l'Italie, fondée en 1893.

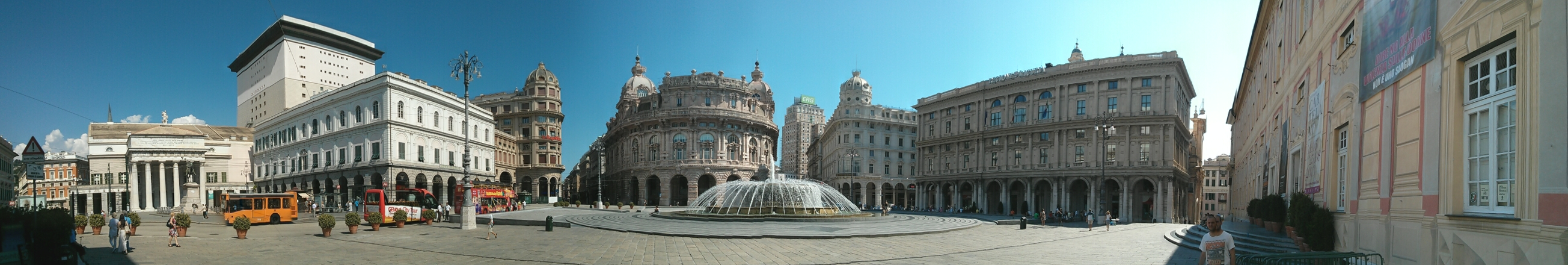

## Monuments
À côté de la place se trouvent plusieurs palais et monuments historiques :
- Le Palazzo ducale (Palais des Doges) ;
- Le siège de la Région Ligurie (l'ancien Palazzo Italia di Navigazione) ;
- Le palais de l'Accademia ligustica di belle arti, fondée en 1751 ;
- Le Théâtre Carlo-Felice, avec son pronaos néo-classique conçu par l'architecte italien Carlo Barabino ;
- La statue équestre de Giuseppe Garibaldi, œuvre du sculpteur italien Augusto Rivalta ;
- Le bâtiment de la Bourse, construit en 1912 par l'architecte Alfredo Coppedè ;
- Le palais Agostino Spinola, ancienne propriété du duc de Galliera, Raffaele De Ferrari, à qui la place est dédiée.

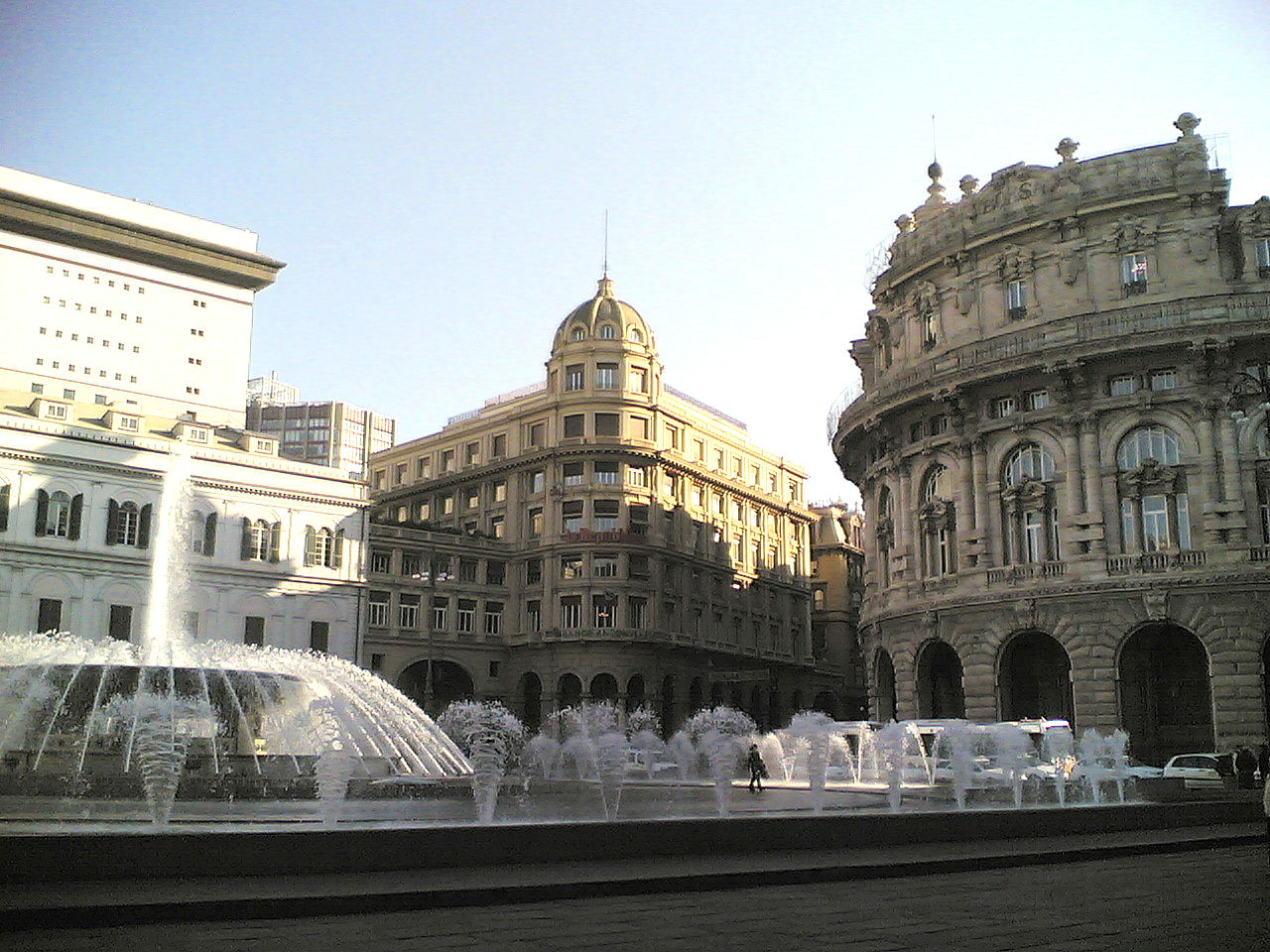
Autre vue de la place.
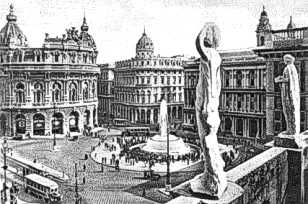
Une vieille carte postale représentant la place.